# Площадь Диванхана (Шуша)
Пло́щадь Дива́н-хана́ или База́р баши́ — первая и большая городская площадь, расположенная внутри Шушинской крепости при прохождении через Гянджинские ворота. От этой площади берет начало Раста базар, крупнейшая торговая улица города. 

## История
Площадь Диванхана, согласно недатированному генеральному плану города Шуша, была расположена перед резиденцией Карабахского хана и до первой половины XIX века была изолирована от других частей крепости тем, что находилась внутри крепостных стен, окружающих резиденцию. В то время в районе площади находились различные вспомогательные постройки, принадлежащие дворцовому комплексу Карабахского хана. С севера на площадь Диванхана выходила ханская резиденция, с востока само здание Диванханы, где проводились приемы гостей.
После присоединения Карабахского ханства к Российской империи в ходе работ по реконструкции, проведенных в Шуше, часть крепостных стен, окружающих ханский дворец, в том числе здания, расположенные на площади, были снесены, после чего площадь Диванхана стала общегородской. После этого периода площадь стала называться «Базар баши» (начало базара). Основная причина образования этого названия, сохранившегося до наших дней, заключается в том, что от этой площади брала свое начало развитая в то время торговая улица Раста, имевшая торговые ряды.
На площади Диванхана проводились различные торжественные церемонии. Проводились сборы и военные парады ханских, а позднее и русских войск.
После присоединения Карабахского ханства к Российской империи, в связи с введением в город русских воинов, в здании Диванханы были внесены изменения и оно использовалось как православный храм.

## Особенности

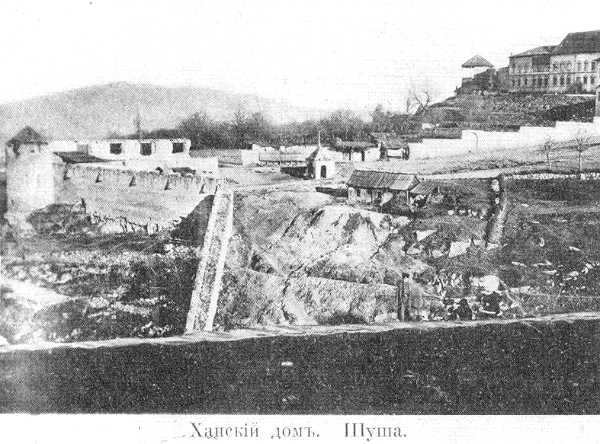
Территория площади Диванхана внутри крепостных стен Дворца карабахских ханов, начало XIX века

Улица Ашагы-базар, главная торговая улица Шуши с XVVIII века, теряет своё торговое значение после реконструкционных работ в городе. Улица Раста-базар, построенная в это время, становится главной торговой улицей города с аккуратными рядами лавок, выстроенных в одну линию. Эта улица берёт свое начало с площади Диванхана. С севера на площадь Диванхана выходила укреплённая оборонительными стенами и башнями ханская резиденция, с востока – здание Диванхана, после прихода в Шушу русских воинских частей в результате присоединения Карабахского ханства к Российской империи превращённое в православную церковь.
По генплану 1855 года, на южной и западной сторонах площади находились караван-сараи, а на восточной – торговые лавки. Поэтому эта площадь также играла торговую роль.
Площадь Диванхана располагалась на сравнительно спокойном рельефе, соседствуя с ханской резиденцией и зданием Диванхана. Кроме того, находясь вблизи главных крепостных ворот, она представляла собой удобное место для проведения различных торжественных церемоний (в том числе праздника Новруз). Здесь проводились сборы и военные парады ханских, а позднее и русских войск.

## Здания, располагавшиеся вокруг площади

### Дворец карабахских ханов

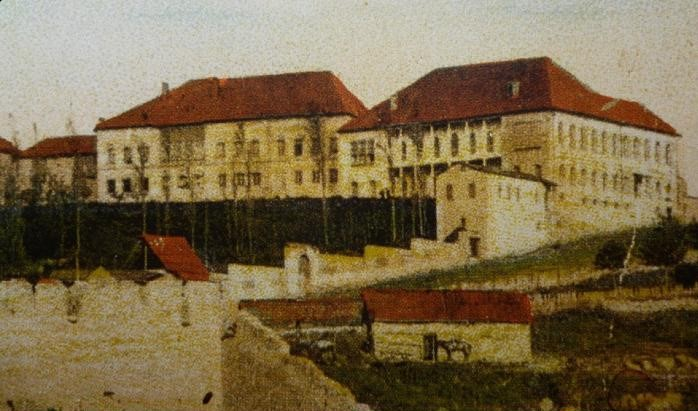
Дворец карабахских ханов расположен в северной части площади Диванхана

Дворец карабахских ханов – исторический дворец, бывший резиденцией основателя Карабахского ханства Панахали хана. В период правления Панахали хана дворец был не только резиденцией правителя — там он жил вместе со своей семьёй. Дворец, одно из старейших зданий Шуши, был построен одновременно с Шушинской крепостью и был окружён крепостными стенами. В этом смысле дворец карабахского хана напоминает крепость внутри крепости.
Большой дворцовый комплекс, расположенный к северу от площади Диванхана, является одним из главных композиционных доминантов не только площади, но и города Шуша (наряду с Верхней мечетью Говхар-ага).
Главный вход этого замка, обращённый на север, как и в Шахбулагском замке, был защищён от прямого подхода выдвинутыми наружу призматическими надвратными башнями с Г-образными проходами. Верхние части Шушинского замка Панахали хана не сохранились. Э.Авалов отмечал, что и в Шушинском замке Панахали хана, как и в Шахбулагском замке и в замке Кара Беюк ханым, надвратная башня была двухэтажной.
В двухэтажном здании дворца располагались многочисленные комнаты, в том числе большой Т-образный парадный зал. Он играл роль композиционного центра здания. Этот зал
отделялся от внешнего пространства подъёмными окнами-шебеке.

### Караван-сарай Базарбаши
Караван-сарай располагался на юге площади Диванхана и создавал её границу. Время его строительства относят к XIX веку. Расположен он был между двумя параллельно выходящими
на площадь с юга улицами – Раста-базар и улицей квартала Саатлы. Караван-сарай был сооружён на некотором удалении к югу. Это было продиктовано необходимостью обеспечить наиболее удобную планировку площади Диванхана, лучше организовать её перед входом в торговые магистрали.

### Караван-сарай Ага Гахрамана Мирсияб оглу
Построенный в XIX веке Караван-сарай Ага Гахрамана Мирсияб оглу расположен в юго-восточной части площади Диванхана. Здание в плане имеет квадратную форму. Южный фасад караван-сарая композиционно удачно дополнял архитектурный ансамбль площади Диванхана.

### Церковь святого великомученика и победоносца Георгия
Церковь святого великомученика и победоносца Георгия располагалась в восточной части площади Диванхана. Ранее в этом здании располагалась ханская Диванхана, а после прихода в Шушу русских воинских частей оно было переделано под православную церковь. В 1970 году здание было снесено, а на его месте был построен дом культуры.
Храм представлял трёхнефную базилику. Конвертообразная крыша опиралась как на грубоотёсанные фасады, так и на 12 двухрядных, круглых, деревянных колонн молельного
зала. Церковь имела два арочных входа: с юга и запада, 8 больших окон. Алтарь храма был прямоугольным в плане.
В западной части крыши возвышалась высокая колокольня, имевшая типичную для русских классических звонниц покрытие. С юго-западного угла молельного зала к колокольне шла лестница.